# Caro Gorbaciov
Pour plus de détails, voir Fiche technique et Distribution.
Caro Gorbaciov est un film italien réalisé par Carlo Lizzani, sorti en 1988.
Le film fut en compétition à la Mostra de Venise 1988.

## Fiche technique
- Titre : Caro Gorbaciov
- Réalisation : Carlo Lizzani
- Scénario : Carlo Lizzani et Augusto Zucchi (it)
- Musique : Luis Bacalov
- Photographie : Roberto Benvenuti
- Montage : Angela Cipriani
- Pays d'origine : Italie
- Format : Couleurs - 2,35:1 - Mono
- Genre : drame
- Durée : 81 minutes
- Date de sortie : 1988

## Distribution
- Harvey Keitel : Nikolaï Boukharine
- Flaminia Lizzani : Anna Larina
- Gianluca Favilla (it) : Yuri Larin (en)

## Récompense
- David di Donatello du meilleur producteur pour Filiberto Bandini lors de la 34e cérémonie des David di Donatello